# امكاكط (غياتة الغربية)
امكاكط هي إحدى مشيخات المملكة المغربية، تتبع جغرافيا لإقليم تازة وإداريًا لغياتة الغربية. يقدر عدد سكانها بـ 6764 نسمة حسب الإحصاء الرسمي للسكان والسكنى لسنة 2004.